# Jim Forbes
James Ricardo Forbes, detto Jim (Fort Rucker, 18 luglio 1952 – El Paso, 21 gennaio 2022), è stato un cestista e allenatore di pallacanestro statunitense, attivo per anni a livello NCAA e con la nazionale statunitense.

## Biografia
Nativo dell'Alabama, dopo aver frequentato la Bel Air High School iniziò la carriera nel basket al college presso l'Università del Texas a El Paso, con gli UTEP Miners. Selezionato per la squadra nazionale degli Stati Uniti alle Olimpiadi di Monaco di Baviera del 1972, fece parte della finale olimpica disputata contro l'Unione Sovietica, quando dopo le controversie relative al contestato finale di gara, Forbes e gli altri componenti della squadra rifiutarono di ritirare la medaglia d'argento non presentandosi alla cerimonia di premiazione e ribadendole, in anni successivi, anche con gesti clamorosi (Ed Ratleff e Kenny Davis su tutti). Forbes pronunciò in particolare questa frase: «Avrebbero continuato fino a quando non avessero ottenuto il risultato desiderato: la vittoria dei sovietici» che scatenò diverse polemiche, soprattutto da parte russa.
Dopo quella gara, Forbes ebbe l'opportunità di passare al professionismo quando fu la quarta scelta nel draft della NBA del 1974 per i Chicago Bulls, ma decise di rinunciare, smettendo l'attività agonistica. Restò tuttavia nel mondo del basket, dapprima come vice allenatore nella squadra in cui aveva cominciato la carriera (gli UTEP Miners), e poi come allenatore; in questa veste ottenne oltre 600 vittorie guidando i Riverside Rangers alla Texas 5A Final Four nel 1995 e gli Andress Eagles al Texas 5A Sweet Sixteen nel 2009.
È morto nel 2022 per complicazioni da Covid-19.